# Petruș Gavrilă
Petruș Ionel Gavrilă (Fetești, 8 de julio de 1988) es un deportista rumano que compitió en piragüismo en la modalidad de aguas tranquilas. Ganó dos medallas en el Campeonato Europeo de Piragüismo, plata en 2012 y bronce en 2011, ambas en la prueba de K4 1000 m.

## Palmarés internacional
| Campeonato Europeo | Campeonato Europeo | Campeonato Europeo | Campeonato Europeo |
| Año                | Lugar              | Medalla            | Competición        |
| ------------------ | ------------------ | ------------------ | ------------------ |
| 2011               | Belgrado (Serbia)  | Medalla de bronce  | K4 1000 m          |
| 2012               | Zagreb (Croacia)   | Medalla de plata   | K4 1000 m          |